# Theo Vishnudatt
Theodorus Louis Jaibindranath (Theo) Vishnudatt (23 oktober 1948) is een Surinaams politicus.

## Biografie
Na de AMS studeerde hij aan het Instituut voor de Opleiding van Leraren (IOL) waar zijn de bevoegdheid behaalde in wiskunde, natuurkunde en pedagogiek. Vanaf 1971 was hij docent natuurkunde (o.m. aan het Openbaar Atheneum/HAVO-I) en daarnaast was Vishnudatt van 1981 tot 1995 parttime docent wiskunde aan het IOL en vanaf 1987 tevens parttime docent aan de Anton de Kom Universiteit.
Bij de verkiezingen van 1996 behaalde DA'91 vier van de 51 zetels in De Nationale Assemblée (DNA) waarvan er twee voor het Onafhankelijk Progressief Democratisch Alternatief (OPDA) waren. Na de verkiezingen verlieten die twee OPDA'ers DA'91 en hielpen de regering-Wijdenbosch II aan een meerderheid in het parlement waarvoor OPDA twee posten in de regering kreeg: Manohar Maya als onderministers van Sociale Zaken en Volkshuisvesting en Vishnudatt als onderminister van Onderwijs en Volksontwikkeling.
In september 1997 stapten enkele partijen waaronder de HPP uit de regering waarna Vishnudatt de HPP'er Elias Khodabaks opvolgde als minister van Volksgezondheid. In februari 1999 kondigde Vishnudatt aan vanwege gezondheidsredenen op het ministerie afwezig te zullen zijn maar vreemd genoeg bleef hij wel min of meer actief waardoor zijn plaatsvervanger Soewarto Moestadja in een onmogelijke positie kwam te verkeren. In december van dat jaar nam Moestadja, toenmalig minister van Sociale Zaken en Volkshuisvesting, definitief de functie van Vishnudatt erbij.
In 2005 werd Vishnudatt als kandidaat van de BVD (onderdeel van de VVV) voor het district Wanica in De Nationale Assemblée verkozen. Kort voor de verkiezingen van 2010 stapte hij over naar de NDP en volgens voorlopige uitslagen is hij in Wanica bij die verkiezingen ditmaal als NDP'er verkozen.
In juli 2011 haalde hij de media door zijn felle verzet tegen de schoolmethode Wij en de wereld, waarin een passage was opgenomen over de decembermoorden en een foto van een demonstratie met een spandoek waarop Bouterse een moordenaar wordt genoemd.